# Kertawinangun (Kedawung)
Kertawinangun is een bestuurslaag in het regentschap Cirebon van de provincie West-Java, Indonesië. Kertawinangun telt 9618 inwoners (volkstelling 2010).